# Marignieu
Marignieu település Franciaországban, Ain megyében. Lakosainak száma 164 fő (2022. január 1.). Marignieu Ceyzérieu, Flaxieu, Pollieu, Vongnes, Chazey-Bons és Magnieu községekkel határos.

## Népesség
A település népességének változása:
| Lakosok száma | 114  | 141  | 138  | 165  | 164  | 173  | 172  | 169  | 167  | 164  |
|               | 1968 | 1982 | 1990 | 2006 | 2013 | 2015 | 2017 | 2019 | 2020 | 2022 |